# Edda Trandum Grjotheim
Edda Trandum Grjotheim, född 25 april 1982, är en norsk skådespelare.

## Filmografi (urval)
- 1998 – Hotel Cæsar (TV-serie)
- 1999 – Sofies värld